# Tomasz Mazur (filozof)
Tomasz Mazur (ur. 9 listopada 1972 w Warszawie) – polski filozof i pisarz. Przedstawiciel i popularyzator stoicyzmu współczesnego.

## Życiorys
Autor kilku książek w tematyce filozoficznej oraz powieści Dawno zapowiedziana nieobecność.
W roku 2009 założył nieformalne Centrum Praktyki Stoickiej, które wyewoluowało w sieć Klubów Praktyki Stoickiej z oddziałami m.in. w Warszawie i Trójmieście. Od 2019 prowadzi jeden z pierwszych w Polsce podcast w tematyce stoicyzmu współczesnego – Ze stoickim spokojem. Współtwórca projektu edukacyjnego Stoic Way oferującego autorski program praktyki stoickiej.
Absolwent studiów filozoficznych na Uniwersytecie Warszawskim. W 2000 uzyskał doktorat na Wydziale Filozofii i Socjologii Uniwersytetu Warszawskiego na podstawie pracy Zbawienie przez filozofię. Interpretacja twórczości Henryka Elzenberga (promotorka – Zofia Rosińska-Zielińska), gdzie od 2001 pracował jako adiunkt.

## Publikacje
- Zbawienie przez filozofię. Interpretacja twórczości Henryka Elzenberga. Warszawa: Wydział Filozofii i Socjologii Uniwersytetu Warszawskiego, 2004. ISBN 83-87963-33-X. Brak numerów stron w książce
- Kapryśni bogowie Sokratesa. Komorów: Antyk Marek Derewiecki, 2009. ISBN 978-83-61199-03-8. Brak numerów stron w książce
- Fiasko. Podręcznik nieudanej egzystencji. Warszawa: Carta Blanca, 2012. ISBN 978-83-7705-189-4. Brak numerów stron w książce
- O stawaniu się stoikiem. Czy jesteście gotowi na sukces?. Warszawa: Wydawnictwo Naukowe PWN, 2014. ISBN 978-83-7705-513-7. Brak numerów stron w książce
- Dawno zapowiedziana nieobecność. Warszawa: Prószyński i S-ka, 2018. ISBN 978-83-8123-110-7. Brak numerów stron w książce
- Zakazana historia filozofów. Niestoicka powieść stoika. Kraków: Znak, 2019. ISBN 978-83-240-5908-9. Brak numerów stron w książce
- Nieustające napomnienia. Współczesne medytacje stoickie. Warszawa: Rozpisani.pl, 2021. ISBN 978-83-942481-2-3. Brak numerów stron w książce
- Wielki spokój. Trzydzieści antycznych lekcji dobrego życia według Muzoniusza Rufusa. Bookplan.pl Joanna Zimny. ISBN 978-83-942481-1-6. Brak numerów stron w książce